# 城峰镇
城峰镇是中华人民共和国福建省福州市永泰县下辖的一个镇。

## 行政区划
城峰镇共辖6个社区及15个行政村：
城南社区、东门社区、旗山社区、北江滨社区、立塘社区、下林社区、龙峰村、里岛村、温泉村、刘岐村、汤洋村、穴利村、凤岭村、凤星村、力生村、太原村、芋际村、高峰村、石圳村、金沙村和洋门村。